# Oringe Smith Crary

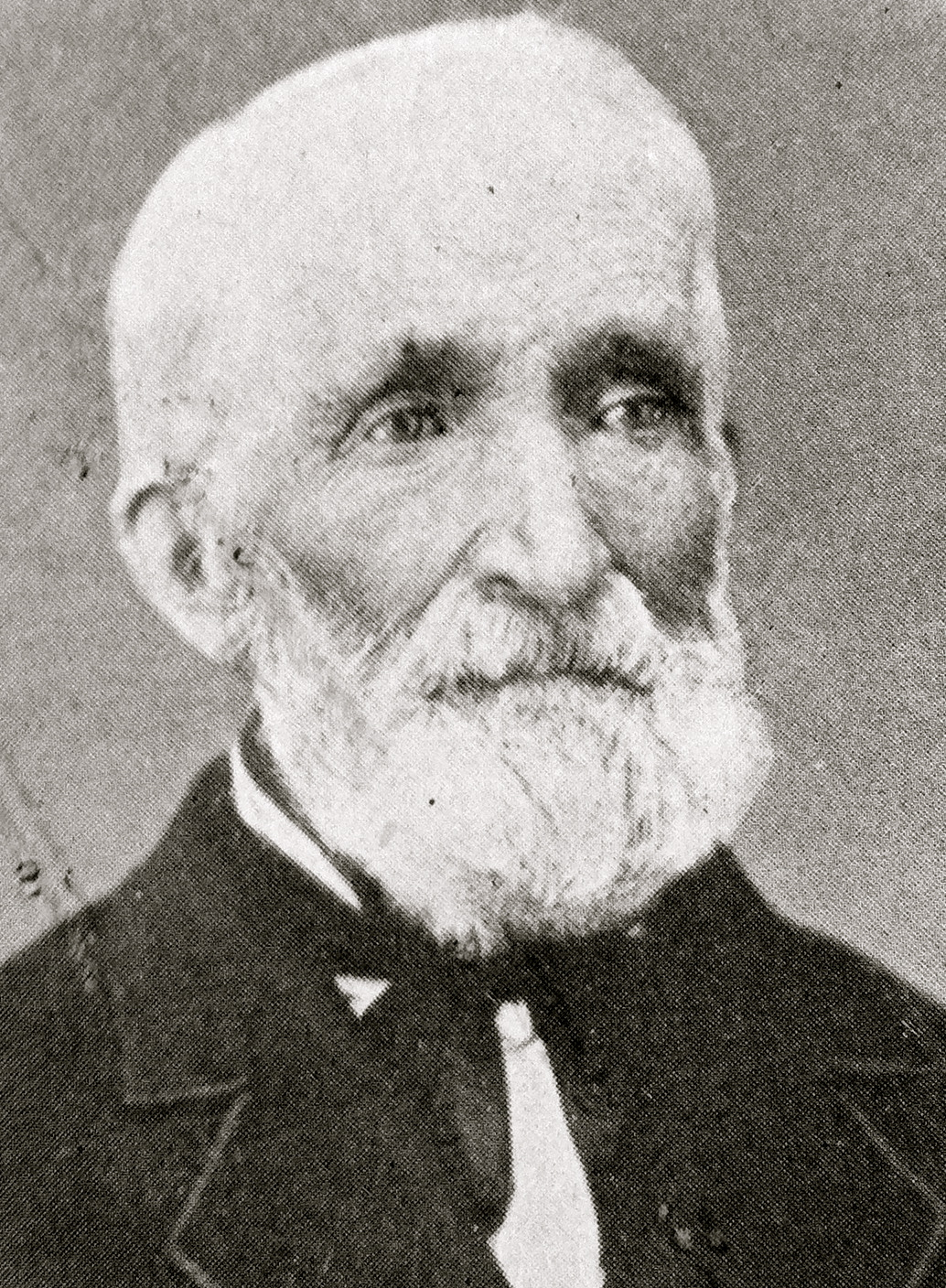

Oringe Smith Crary (ur. 1803, zm. 1889) – poeta amerykański. 
Jego rodzicami byli Nathan Crary (1762-1852) i Lydia Arnold Crary (1767-1853). Ożenił się z Minervą C. Sanford. Miał z nią pięcioro dzieci, Elizę Jane, Caroline Minervę, Caroline, Johna Lesliego i George’a Luciena, też poetę. W 1914 ukazały się Poetical works of Oringe Smith Crary and George Lucian Crary.